# Δ-Lemma
Das {\displaystyle \Delta }-Lemma ist ein mathematischer Satz aus der kombinatorischen Mengenlehre. Es findet Anwendung bei der Entwicklung der Forcing-Methode.

## Aussage
Sei {\displaystyle D} eine Familie von Mengen, und {\displaystyle d} eine weitere Menge. {\displaystyle D} heißt ein {\displaystyle \Delta }-System mit Wurzel {\displaystyle d}, falls gilt:
- {\displaystyle \forall x\neq y\in D:x\cap y=d}, der Schnitt zweier Mengen aus {\displaystyle D} ist also konstant.

Das {\displaystyle \Delta }-Lemma besagt nun: Jede überabzählbare Familie endlicher Mengen enthält ein überabzählbares {\displaystyle \Delta }-System.

## Verallgemeinerung
Das Lemma lässt sich wie folgt verallgemeinern: Seien {\displaystyle \lambda <\mu } Kardinalzahlen mit
- {\displaystyle \mu } ist regulär: {\displaystyle \mu =cf(\mu )}
- Für alle {\displaystyle \alpha <\mu } gilt: {\displaystyle \alpha ^{<\lambda }:=\sup _{\gamma <\lambda }\alpha ^{\gamma }<\mu } (siehe Kardinalzahlarithmetik),

dann gibt es für jede Familie {\displaystyle I} mit {\displaystyle \left|I\right|=\mu } und {\displaystyle \left|a\right|<\lambda } für {\displaystyle a\in I} ein {\displaystyle \Delta }-System der Mächtigkeit {\displaystyle \mu }. Setzt man {\displaystyle \lambda =\aleph _{0}} und {\displaystyle \mu =\aleph _{1}}, so erhält man obigen Spezialfall.